# Луїс Флорес
Луїс Флорес (9 березня 1994) — пуерториканський спортсмен. Учасник Чемпіонату світу з водних видів спорту 2017, де на дистанції 100 метрів вільним стилем посів 53-тє місце і не потрапив до півфіналів.